# Dendropsophus araguaya
Espèce
Synonymes
- Hyla araguaya Napoli & Caramaschi, 1998

Statut de conservation UICN

 DD  : Données insuffisantes
Dendropsophus araguaya est une espèce d'amphibiens de la famille des Hylidae.

## Répartition
Cette espèce est endémique du Brésil. Elle se rencontre vers 690 m d'altitude dans les environs d'Alto Araguaia à la frontière entre les États du Mato Grosso et du Goiás,.

## Étymologie
Son nom d'espèce lui a été donné en référence à son lieu de découverte, Alto Araguaia.

## Publication originale
- Napoli & Caramaschi, 1998 : Duas novas especies de Hyla Laurenti, 1768 do Brasil central afins de H. tritaeniata Bokermann, 1965 (Amphibia, Anura, Hylidae). Boletim do Museu Nacional, Nova Série, Zoologia, vol. 391, p. 1-12.